# Sloboština (Zagreb)
Sloboština je zagrebačko gradsko naselje na najjužnijem dijelu grada, na istočnom dijelu Novog Zagreba. To je najjužnije urbano naselje grada. Graniči na istoku s naseljima Dugave i Travno, na zapadu sa Svetom Klarom i Sigetom, na sjeveru sa Sopotom te na jugu s Buzinom. U naselju se nalazi sjedište novinskog portala 24sata, Osnovna škola Otok, dom zdravlja, knjižnica Sloboština, župna crkva Uzašašća Gospodnjega u Zagrebu itd. Glavno je sjedište poštanskog ureda 10010 Zagreb-Sloboština koji označava istočni dio Novog Zagreba.

## Povijest
Za samo naselje prethodno nije proveden urbanističko-arhitektonski natječaj, nego su za izvedbu angažirani isti timovi stručnjaka i izvođača kao i u susjednom naselju, Dugave. Tome je presudila tzv. racionalizacija koja se protezala kroz sve faze urbanističkog planiranja i izvedbe, tj. izgradnje naselja. U fokusu je bila izgradnja društvenog stambenog fonda 
te je inicijalno planirano oko 2 000 stanova za 6 000 stanovnika, koji su kroz nekoliko faza izgradnje useljeni u 11 novosagrađenih višestambenih zgrada dok je ostalo stanovništvo obitavalo u obiteljskim kućama. Godine 1984. izgrađen je kompleks Centra za rehabilitaciju prema projektu arhitekta Radovana Tajdera.